# Trentepohlia (Paramongoma) petulans
Trentepohlia (Paramongoma) petulans is een tweevleugelige uit de familie steltmuggen (Limoniidae). De soort komt voor in het Neotropisch gebied.